# 49-та танкова дивізія (СРСР)
49-та танкова дивізія — військове з'єднання РСЧА у складі 24-го механізованого корпусу (24 МК) до та під час Німецько-радянської війни.

## Історія
49-та танкова дивізія була сформована в березні 1941 року на базі 14-ї легко-танкової бригади Ленінградського військового округу.
У складі 24-о МК Південно-Західний фронту обороняла Летичівський УР.
2 серпня 1941 року рештки 49-ї танкової дивізії разом з корпусом потрапили в Уманський котел. У складі ударної групи 12-ї армії (частина 24 МК, 211-та повітряно-десантна бригада, 2-га протитанкова бригада, 10-та дивізія військ НКВС) протягом 2-3 серпня вела бої на південно-східному напрямку для розриву кільця оточення та виходу військ 6-ї та 12-ї армій. Після захоплення переправи у районі Тернівки було створено плацдарм на східному боці р. Синюха та розпочався наступ на Тишківку. Проте, 4 серпня німецькими військами було проведено контрнаступ, в результаті якого війська ударної групи були оточені та знищені. Командир дивізії К. Ф. Швєцов потрапив у полон.
17 вересня 1941 року 49-та танкова дивізія була розформована.

## Повна назва
49-та танкова дивізія

## Підпорядкування
- Київський військовий округ, 24-й механізований корпус, (до 22 червня 1941)
- Південно-Західний фронт, 24-й механізований корпус (22 червня — 2 липня 1941)
- Південно-Західний фронт, 6-та армія, 24-й механізований корпус (2 липня — 4 липня 1941)
- Південно-Західний фронт, 26-та армія, 24-й механізований корпус (4 липня — 12 липня 1941)
- Південно-Західний фронт, 12-та армія, 24-й механізований корпус (12 липня — 25 липня 1941)
- Південний фронт, 24-й механізований корпус (25 липня — 4 серпня 1941)

## Склад
- 97-й танковий полк
- 98-й танковий полк
- 49-й мотострілецький полк
- 49-й гаубичний артилерійський полк
- 49-й окремий зенітно-артилерійський дивізіон
- 49-й розвідувальний батальйон
- 49-й понтонний батальйон
- 49-й окремий батальйон зв'язку
- 49-й медичний санітарний батальйон
- 49-й автотранспортний батальйон
- 95-й ремонтно-відновлювальний батальйон
- 49-та рота регулювання
- 49-й польовий хлібозавод
- 517-та польова поштова станція
- 299-та польова каса Держбанку

## Командири
- Полковник К. Ф. Швєцов